# Charentonne
La Charentonne è un fiume francese che scorre nei dipartimenti dell'Eure e dell'Orne (regione Normandia), confluendo poi nel fiume Risle a Serquigny.

## Geografia
La Charentonne nasce nel pays d'Ouche (dipartimento dell'Orne), nella foresta di Saint-Évroult, a sud della località detta Saint-Hubert, a 294 metri d'altitudine, a sud del villaggio di Saint-Evroult-Notre-Dame-du-Bois e delle rovine dell'abbazia ove ha vissuto ed è morto Orderico Vitale (1075-1142).
Lungo 62,7 chilometri, il fiume scorre in direzione nord - nord-est, verso la Risle, nella quale esso confluisce a nord d Serquigny, a 66 metri d'altitudine. Esso bagna, in particolare, Broglie e Bernay.
La valle, che separa gli altopiani del Lieuvin e di Ouche, possiede dei versanti ripidi e boscosi. Il terreno, tappezzato di resti alluvionale e argillosi, piatto e umido, inondato d'inverno, crea delle belle praterie naturali, caratteristiche della Normandia.

### Comuni e cantoni attraversati
Nei due dipartimenti dell'Eure e dell'Orne, La Charentonne attraversa i diciannove comuni Ante 2016, dunque ormai diciassette seguenti, da monte verso valle, di Saint-Evroult-Notre-Dame-du-Bois (sorgente), La Gonfrière, Villers-en-Ouche, Anceins, Bocquencé, (antico comune non attualizzato nel SANDRE), La Ferté-en-Ouche, Notre-Dame-du-Hamel, Mélicourt, Saint-Pierre-de-Cernières, Saint-Agnan-de-Cernières, La Trinité-de-Réville, Broglie, Ferrières-Saint-Hilaire, Saint-Quentin-des-Isles, Saint-Aubin-le-Vertueux, Bernay, Menneval, Fontaine-l'Abbé, Serquigny, Nassandres sur Risle (confluenza).
In termini di cantoni, la Charentonne nesce nel cantone di Rai, attraversa i cantoni di Breteuil e Bernay, confluisce nel cantone di Brionne, il tutto negli arrondissement di Mortagne-au-Perche e di Bernay.

## Affluenti
(rd = riva destra; rs = riva sinistra)

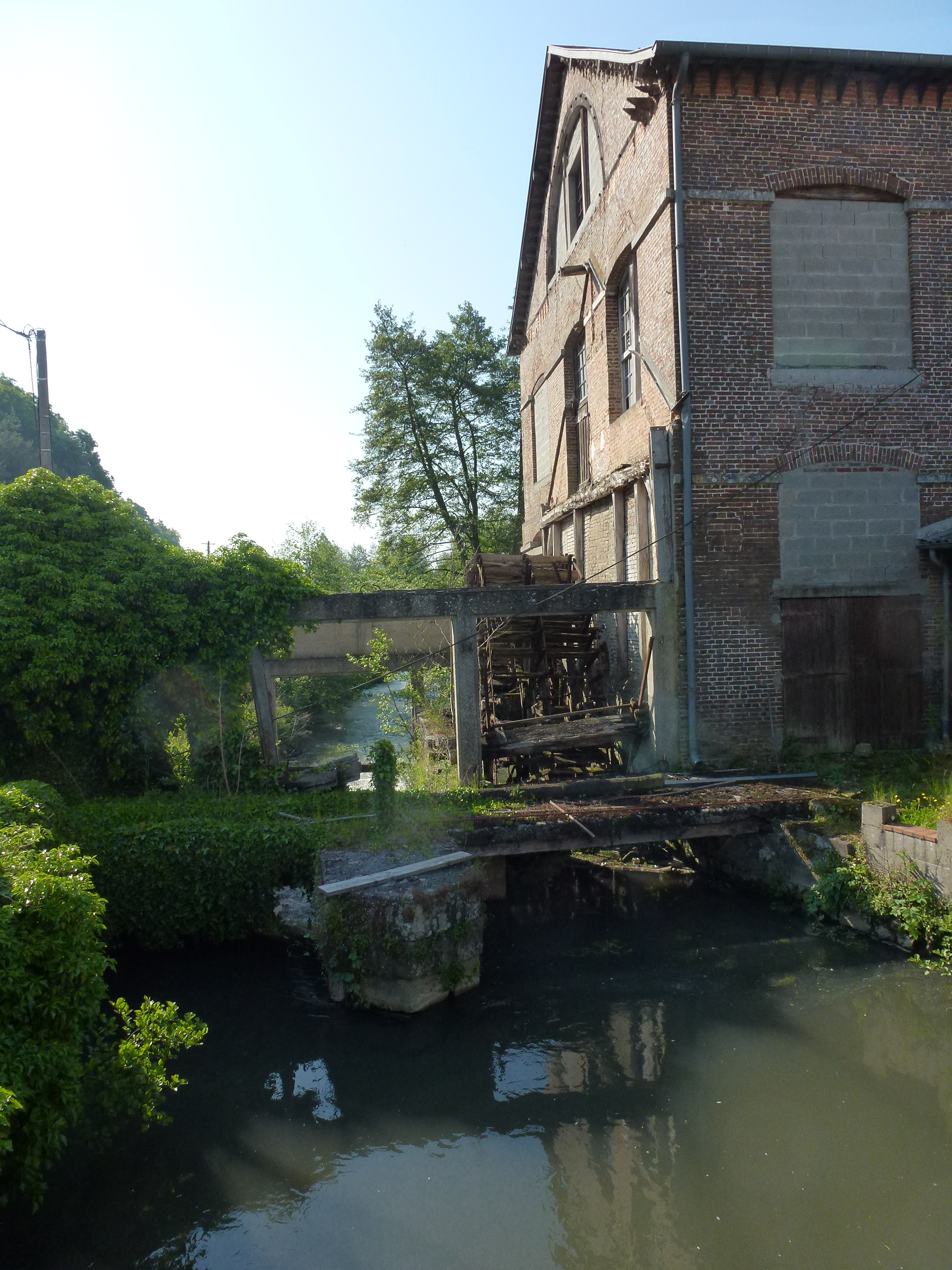
Mulino della Charentonne a Fontaine-l'Abbé

La Charentonne ha ventidue affluenti ufficiali dei quali quattro rami (almeno):
- il torrente della Fontaine Saint-Evroult, 1,5 km sul solo comune di Saint-Evroult-Notre-Dame-du-Bois che è anche un defluente.
- il torrente di Bréquigny (rd), 7 km sui due comuni di Saint-Evroult-Notre-Dame-du-Bois e La Gonfrière.
- il fiume di Touquettes (rs), 9,1 km di numero di Strahler due con tre affluenti:
  - il torrente di Tremont,
  - il fiume Morte,
  - il torrente dei Vaux,
- la Guiel (rs), 24,4 km confluisce nella Charentonne tra Montreuil-l'Argillé e Broglie di numero di Strahler uno.
- il Cosnier (rs), 13,2 km confluisce nella Charentonne a Bernay,

### Numero di Strahler
Dunque il suo numero di Strahler è tre a causa del fiume di Touquettes.

## Idronomia
Il nome del fiume è celtico, proveniente dal gallico Carantonā, derivato da Carantō, basato sul tema * karant « amico, che ama » cf. bretone kar, kerant, genitori. Si ritrova questo nome in quello del villaggio di Carentonne sotto la sua forma normanno-piccarda con la [k] iniziale.
Omonimia della Charente con la Carrantona, fiume vicino a Madrid.